# Alfred Ilg
Alfred Heinrich Ilg (født 30. marts 1854 i Frauenfeld, Thurgau, død 7. januar 1916 i Zürich) var en  schweizisk ingeniør. 
Ilgens kom 1878 til Abessinien og kom i forbindelse med negus Menelik, hvis tillid han vandt. Han udførte en række vigtige ingeniørarbejder, navnlig ved vej- og brobygning, for den abessiniske regering og udrettede på forskellige måder et ikke ringe civilisatorisk arbejde i Abessinien, ligesom Menelik benyttede ham til vigtige politiske missioner. Negus belønnede hans fortjenester ved at give ham titelen Ras og gøre ham til en af sit riges højeste dignitarer.